# Autre étude de femme
Autre étude de femme (em português, Outro estudo de mulher) é uma novela de Honoré de Balzac, formada por cinco narrativas distintas que são como novelas dentro da novela.
Muito próxima a um romance de episódios sem cronologia, a reunião reutiliza certas narrativas escritas em 1831 e que figuram nos Contes bruns (1832), como La Grande Bretèche e Le Message. As outras narrativas foram adicionadas entre 1838 e 1842, data da publicação no tomo II das Cenas da vida privada da Comédia Humana. A primeira narrativa de De Marsay foi publicada em 1841 na revista hebdomadária ilustrada L'Artiste sob o título de Une Scène de boudoir.
Segundo Paulo Rónai, "mesmo o leitor menos experimentado verificará em Outro estudo de mulher uma surpreendente falta de homogeneidade. Não temos aqui uma novela só, de enredo contínuo e cujo interesse aumenta com o progresso da ação, mas sim quatro narrativas diferentes e quase independentes, nenhuma despida de qualidades, mas todas prejudicadas pela falta de ligação orgânica."
Balzac reúne seus personagens favoritos num sarau em casa de Félicité (Felicidade) des Touches, escritora e musicista célebre sob o pseudônimo de Camille (Camila) Maupin. Lá os convivas, seguindo o modelo do Decameron ou  L'Heptaméron, contam um episódio. A novela compõe-se de uma apresentação e quatro relatos. 
No primeiro, de Marsay narra uma desilusão amorosa em seu tempo de juventude da qual resultou seu "sangue-frio". No segundo, Émile (Emílio) Blondet faz uma digressão sobre uma femme comme il faut, uma mulher como deve ser, um "exemplo das fisiologias tão em moda na época, das quais Balzac já escreveu o protótipo em sua Fisiologia do Casamento, e em que os humoristas tratavam com ar doutoral e pseudossério um assunto frívolo." No terceiro o general de Montriveau narra os sofrimentos e crueldades na retirada do exército napoleônico da Rússia em 1812. O quarto relato, do  dr. Bianchon, é a história macabra de um amante espanhol emparedado vivo pelo marido traído. "Lembra as crônicas italianas e espanholas de Shendhal, cheias de amores violentos, paixões trágicas e vinganças terríveis."